# Liolaemus gallardoi
Liolaemus gallardoi — вид ігуаноподібних ящірок родини Liolaemidae. Ендемік Аргентини.

## Поширення і екологія
Liolaemus gallardoi мешкають в провінції Санта-Крус, в районі озера Бельграно. Вони живуть на базальтовому плато, порослому травою і чагарниками. Зустрічаються на висоті від 1000 до 1300 м над рівнем моря. Живляться комахами, є живородними.